# Prise de Tahert (909)
La prise de Tahert survenue le 26 août 909 à Tahert (actuelle Tagdemt), est l'un des événements majeurs de l'histoire qui signa la fin du royaume rustamide, lorsque les Fatimides dirigés par Abu Abd Allah ach-Chi'i détruisirent la ville, ce qui entraîna la fuite de la population vers Sédrata  située au sud-est de l'actuelle Ouargla, dans le Sahara algérien.

## Contexte
Les Rostémides étaient des souverains indépendants qui gouvernaient une grande partie du Maghreb central, notamment autour de la région Tahert dans l'actuelle Tagdemt. Le déclin des Rostémides s'accéléra au IXe siècle, notamment à cause de la pression exercée par les Fatimides, une dynastie chiite du courant Ismaélisme qui montait en puissance à l'est. Les Fatimides, soutenus par des alliances politiques et militaires, cherchaient à étendre leur influence sur le région du Maghreb central,.

## Déroulement
Le 26 août 909, les Kotamas, dirigée par Abu Abd Allah ach-Chi'i, réussissent à prendre la ville de Tahert, capitale du royaume rustémide. Cet événement marque la fin effective de la dynastie rustémide. Les Fatimides, après avoir détruit la ville et exécuté Yaqzan le dernier imam de l'état rostémide (906-909), provoquèrent la chute du royaume et la dispersion de sa population ibadite. Beaucoup d'habitants fuirent vers Sédrata (près de Ouargla), puis, au XIe siècle, migrèrent vers la région du M'zab,.

## Conséquences
La destruction de Tahert signa la fin des Rostémides et leur absorption dans l'empire fatimide naissant. Les Fatimides, eux, établirent une domination qui s'étendit sur une grande partie de l'Afrique du Nord.
Les Rustamides ont veillé à la construction d'une bibliothèque monumentale appelée Al-Ma'sumah, qui abritait environ 300 000 ouvrages couvrant une large variété de sciences, d'arts et de littératures. Cependant, les envahisseurs ont détruit cette bibliothèque par un incendie.
Après la prise de Tahert, une grande partie de la population ibadite chercha refuge dans les montagnes et ailleurs, et certaines communautés finirent par s'établir dans des zones comme le Sahara et le M'zab, où elles formèrent des communautés distinctes et autarciques,.
La conquête fatimide a aussi conduit à l'extension du chiisme ismaélien (dont les Fatimides étaient partisans) dans le Maghreb central, un facteur qui transforma profondément le paysage religieux de la région.